# Эраван (водопад)
Водопад Эраван (тайск. น้ำตกเอราวัณ, чит. «намток эраван»)
- Месторасположение: провинция Канчанабури (тайск. กาญจนบุรี), территория Национального парка Эраван (тайск. อุทยานแห่งชาติเอราวัณ), Таиланд.
- Тип: каскадный, поярусный
- Количество каскадов: 7
- Река: Монглай и Омтала[1]
- Общая высота каскадов: 831 м

## Общие сведения

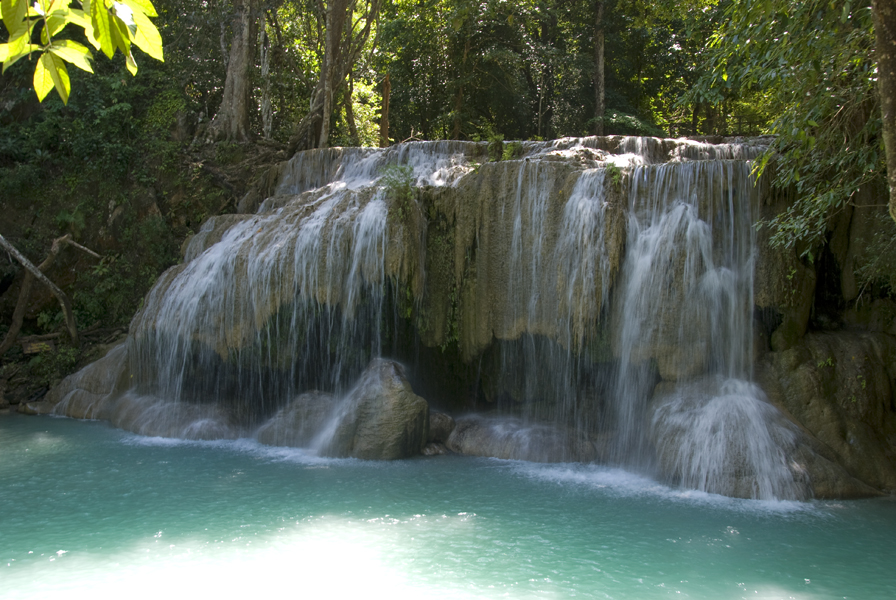
Второй каскад водопада Эраван

Водопад Эраван расположен в 65 километрах от города Канчанабури (тайск. กาญจนบุรี), в Национальном парке Эраван и является его основной достопримечательностью. Протяжённость водопада составляет 1700 м, высота — 831 метр (верхняя точка находится на высоте 996 метров над уровнем моря, нижняя — на высоте 165). Водопад получил своё название благодаря схожести 7-го каскада по форме с мифическим трёхголовым белым слоном Эраван (тайск. เอราวัณ) или Айравата (санск. (ऐरावत).
Потоки Монглаи и Омтала, формирующие Эраван, стекают с западного склона горного хребта, сложенного из известняков и доломитов. Цвет воды в водопаде варьируется от изумрудного до бирюзового из-за высокого содержания в ней взвешенных частиц карбоната кальция и других примесей. Подобный эффект можно наблюдать в бассейнах нижних ярусов другого знаменитого водопада Юго-Восточной Азии — Куанг Си в Лаосе.
Эраван расположен на склоне, покрытом растительностью. Основной тип — смешанный лиственный лес. Встречаются также участки диптерокарпового и бамбукового лесов. Фауна представлена несколькими видами млекопитающих, рептилий, пресноводных рыб и птиц. Из крупных животных наиболее распространены Яванский макак и Макак Резус.
Для осмотра водопада проложена тропа, а в местах пересечения с потоком установлены деревянные мосты. Тропа к первым трём ярусам бетонирована, далее тропа грунтовая, проходит между и по корням деревьев. Ярусы у Эравана принято считать снизу вверх. Первые два каскада (англ. Lu Kun Lung и Wung Macha) пользуются популярностью у местных жителей в качестве места проведения уик-энда. Проносить еду и напитки (за исключением одной бутылки минеральной воды на человека) выше второго каскада (англ. Wung Macha) запрещается правилами, установленными администрацией парка. Следующий каскад (англ. Pha Num Tok) имеет обширный бассейн, в котором обитают крупные рыбы. Каскады с четвёртого по шестой (англ. Oke Nang Phe Seah, Bua Mae Long, Dong Prouck Sa) расположены в густом лесу, и отличаются наличием боковых рукавов и второстепенных потоков. К последнему каскаду (англ. Phu Pha Erawan) можно попасть только по бамбуковым лестницам, ведущим на вершину скалы. На седьмом каскаде расположена площадка, с которой можно наблюдать за самым высоким водопадом из каскада. Площадка широкая, но частично заводнена рекой, образующей водопад, тропа к верхнему водопаду проходит по дну реки.
В реках, образующих каскад водопадов, обитают рыбы Garra rufa (гарра руфа). Эти рыбы интересны тем, что откусывают ороговевшие кусочки кожи с ног людей, этот же вид рыб используется в салонах для пилинга кожи.
Вход в Национальный парк платный. Стоимость входного билета для иностранцев составляет 300 батов. После 16.00 подъём выше 2-го каскада водопада запрещён.

## Территория

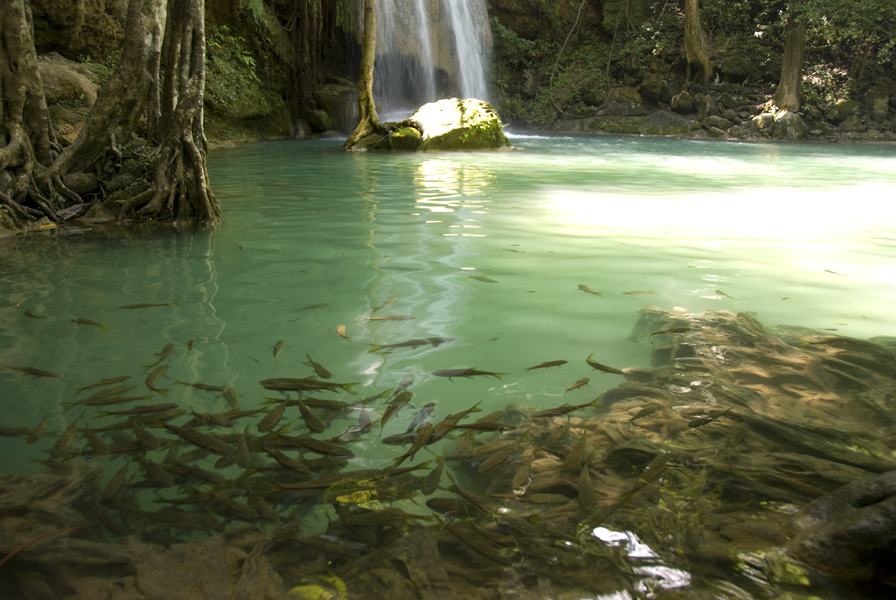
Рыбы в бассейне третьего каскада

Территория вокруг водопада Эраван относится к Национальному парку Эраван. Это 12-й Национальный парк Таиланда. Он был образован в 1975 году и его площадь составляет 550 км². Парк включает в себя, кроме водопада Эраван, водопад Пхалун (англ. Pha Lun Waterfall), часть берега реки Квай (англ. Khwae Yai River), дамбу Шри Накарин (англ. Sri Nakharin Dam), карстовые пещеры Пхра-Тат, Меэ и Та-Дуанг с наскальными рисунками, а также сотни км². охраняемых лесных территорий, на которых обитают серны, Индийские замбары, кабаны, гиббоны, лангуры, питоны и ещё ряд редких животных. За время существования парка его посетили более 130 000 человек. На территории парка расположены несколько гостевых домов, где можно остановиться на ночь.

## Транспорт
- Автобус № 8170 из Канчанабури. Отходит от городского автовокзала (англ. Kanchanaburi Bus Terminal) каждый час с 8.00 до 17.20[6].
- Мототакси.
- Микроавтобусы туристических фирм.